# Pablo Andrés Aguilar
Para el jugador de baloncesto español del mismo nombre consultar Pablo Aguilar Bermúdez.
Pablo Andrés Aguilar (13 de septiembre de 1984, Villa Mercedes, San Luis) es un futbolista argentino y su club actual es Sportivo Desamparados, del Federal A.

## Trayectoria
Realizó las inferiores en Chacarita Juniors. Debutó en el conjunto "Funebrero" a los 20 años de la mano de Oscar Manis el 27 de junio de 2003 contra Racing Club en un empate (2-2). Allí permaneció desde el 2003 hasta el 2007 disputando 63 partidos, 55 titular, no convirtió goles y fue expulsado 1 vez contra Huracán de Tres Arroyos. Luego pasa a Newell's Old Boys a préstamo por un año, con cargo y opción de compra. Su primer partido en el conjunto "Leproso" fue contra Lanús en un (0-0). Anotó su primer gol el 21 de noviembre de 2008 contra Arsenal de Sarandi en un empate (1-1). En el conjunto rosarino permaneció desde el 2007 hasta el 2009 disputando 39 partidos, 34 titular, 1 gol. El conjunto rosarino hizo opción del defensor por U$S 500.000. Tras finalizar su contrato pasa al Club Atlético Tiro Federal de Rosario, allí jugó 15 partidos, 1 gol (contra Sportivo Italiano) y 1 roja (contra Aldosivi). En la segunda mitad del 2010 regresa a Chacarita Juniors luego de 3 años por el término de un año a préstamo sin cargo, durante esa temporada jugó los 33 partidos de titular.

### Sarmiento de Junín
Tras un año Defensa y Justicia, en la temporada 2012/13 llega a Sarmiento de Junín donde en su primer año disputó 34 partidos de titular, un años más tarde ya afianzado e incluso siendo capitán en el equipo, logra uno de los 10 ascensos (que otorgó el Nacional B transición) a la Primera División de Argentina, la primera fecha del campeonato de Primera División 2015 llamado "Julio Humberto Grondona", se jugó de local ante River Plate, a pesar de que el equipo perdió por 4 a 1, Pablo fue titular y capitán del equipo "verde" de Junín.
En diciembre de 2015 no sigue más en Sarmiento De Junín porque no llegó a un acuerdo con la renovación de su contrato.

### San Martín de SJ
En enero de 2016 es nuevo refuerzo de San Martín de San Juan, de la Primera División de Argentina.

## Clubes
Actualizado el 17 de diciembre de 2019.
| Club                           | País      | Año             | PJ | Amarillas | Rojas |
| ------------------------------ | --------- | --------------- | -- | --------- | ----- |
| Chacarita Juniors              | Argentina | 2002 - 2007     | 94 | ?         | ?     |
| Newell's Old Boys (a préstamo) | Argentina | 2007 - 2009     | 17 | 1         | 0     |
| Tiro Federal                   | Argentina | 2009 - 2010     | 17 | 5         | 1     |
| Chacarita Juniors (a préstamo) | Argentina | 2010 - 2011     | 33 | 5         | 0     |
| Defensa y Justicia             | Argentina | 2011-2012       | 21 | 2         | 0     |
| Sarmiento de Junín             | Argentina | 2012 - 2015     | 85 | 13        | 2     |
| San Martín de San Juan         | Argentina | 2016 - Presente | 34 | 4         | 0     |
| Desamparados (San Juan)        | Argentina | 2019 - Presente | 7  | 1         | 0     |
| Total                          |           | 308             | 31 | 3         |       |

## Palmarés
| Título     | Club               | País      | Año  |
| ---------- | ------------------ | --------- | ---- |
| B Nacional | Sarmiento de Junín | Argentina | 2014 |